# Poziom 9
Poziom 9 (ang. Level 9, 2000–2001) – amerykański serial science fiction stworzony przez Michaela Connelly'ego i Johna Sacreta Younga.
Światowa premiera serialu miała miejsce 27 października 2000 roku na antenie UPN. Na kanale miało zostać wyemitowane 13 odcinków, z czego zostało wyemitowanych 10 odcinków. Serial został anulowany w styczniu 2001 roku z powodu niskiej oglądalności. Po raz ostatni pojawił się 26 stycznia 2001 roku. W dniu 20 lutego 2008 roku na amerykańskim kanale SciFi Universal zostały pokazane trzy dotąd niewyemitowane odcinki serialu. W Polsce serial nadawany był dawniej w telewizji Polsat.

## Obsada
- Fabrizio Filippo jako Roland Travis
- Kate Hodge jako Annie Price
- Michael Joseph Kelly jako Wilbert „Tibbs” Thibodeaux
- Romany Malco jako Jerry Hooten
- Max Martini jako Jack Wiley
- Kim Murphy jako Margaret „Sosh” Perkins
- Susie Park jako Joss Nakano
- Esteban Powell jako Jargon
- Tim Guinee jako John Burrows
- Willie Garson jako Bones
- Miguel Sandoval jako Santoro Goff

## Spis odcinków
| N/o            | Tytuł angielski           |
| -------------- | ------------------------- |
|                |                           |
| SERIA PIERWSZA |                           |
|                |                           |
| 01             | Mail Call                 |
|                |                           |
| 02             | DefCon                    |
|                |                           |
| 03             | Through the Looking Glass |
|                |                           |
| 04             | Reboot                    |
|                |                           |
| 05             | Digital Babylon           |
|                |                           |
| 06             | Ten Little Hackers        |
|                |                           |
| 07             | A Price to Pay            |
|                |                           |
| 08             | Eat Flaming Death         |
|                |                           |
| 09             | Wetware                   |
|                |                           |
| 10             | Avatar                    |
|                |                           |
| 11             | It's Magic                |
|                |                           |
| 12             | The Programmer            |
|                |                           |
| 13             | Mob.com                   |
|                |                           |